# 名寄市立大学短期大学部
名寄市立大学短期大学部（なよろしりつだいがくたんきだいがくぶ、英語: Nayoro City University Junior College）は、北海道名寄市西2条北8丁目1に本部を置いていた日本の公立大学である。1960年に設置され、2018年に廃止された。大学の略称は名寄短大、名短。

## 概観

### 大学全体
- 北海道名寄市に所在した日本の公立短期大学で、設置主体は名寄市[1]。
- 1960年に名寄女子短期大学として開学し、当初は 入学定員60名[2]。その後は専攻課程の設置、学科の増設もあって最大で2学科[注 4]となるが、2006年度より1学科のみの単科短期大学に縮小された。
- 2015年度の入学生を最後に[注釈 2]、短期大学としての使命を終える[注釈 3]。

### 教育および研究
- 名寄市立大学短期大学部は児童教育者の養成に力をいれていた。過去には、栄養士・看護師の養成も行っていた。

### 学風および特色
- 名寄市立大学短期大学部は、2001年から廃止される2018年まで、日本最北端の短期大学であった[注 5]

## 沿革
- 1920年
  - 名寄職業学校が創設される[3]。
- 1953年
  - 名寄家政高等学校に改組される[3]。
- 1960年
  - 1月20日 左記を以て文部省[注 6]より短期大学の設置が認可される[注 7]。
  - 4月1日 名寄女子短期大学（なよろじょしたんきだいがく）として以下の学科体制で開学[6]。
    - 家政科 入学定員60名[注 8]

  - 5月1日 学生数[注 9]/定員
    - 家政科 62[注釈 4]/60
- 1961年
  - 栄養士養成施設として認可される。
- 1966年
  - 4月1日 家政科の入学定員60→80に増員[11]。
  - 5月1日 学生数[12]/定員
    - 家政科 192[注釈 4]/140
- 1980年
  - 4月1日 家政科の入学定員を80→100に増員[13]。
  - 5月1日 学生数[14]/定員
    - 家政科 237[注釈 4]/180
- 1981年
  - 4月1日 家政科が以下の通り専攻分離される[15]。
    - 栄養専攻 入学定員50名
    - 家政専攻 入学定員50名

  - 5月1日 学生数[16]/定員
    - 家政科 207[注釈 4]/200
- 1984年
  - 4月1日 家政科に以下の専攻課程を置く[注 10]
    - 児童専攻 入学定員50名

  - 5月1日 学生数[19]/定員
    - 家政科 311[注釈 4]/250
- 1990年
  - 4月1日 市立名寄短期大学と名称変更され、男子の入学が許可される[20]。
  - 同 家政科を生活科学科に、家政専攻を生活科学専攻に改組[20]。
  - 5月1日 学生数[21]/定員
    - 生活科学科 283[注 11]/300
- 1992年
  - 5月1日 学生数[注 12]/定員
    - 生活科学科 351[注釈 5]/300
- 1994年
  - 4月1日 以下の学科を増設する[24]。
    - 看護学科 入学定員50名

  - 5月1日 学生数[25]/定員
    - 生活科学科 330[注釈 5]/M
    - 看護学科 50[注釈 4]/50
- 1995年
  - 4月1日 以下の内容から看護学科に初めて男子学生が入学する。
  - 5月1日 学生数[26]/定員
    - 生活科学科 340[注 13]/300
    - 看護学科 101[注 14]/100
- 1999年
  - 5月1日 学生数[27]/定員
    - 生活科学科 323[注 15]/300
    - 看護学科 154[注 16]/150
- 2005年
  - 4月1日 以下の学科、専攻をこの年度で学生募集を最終とする[注 17]。
    - 生活科学科
      - 生活科学専攻
      - 食物栄養専攻

    - 看護学科
- 2006年
  - 4月1日 生活科学科児童専攻を児童学科に改組[28]。
- 2007年
  - 3月31日 同日付けで生活科学科生活科学専攻・栄養専攻正式廃止[29]。
- 2008年
  - 4月1日 名寄市立大学短期大学部に改称[30]。
- 2010年
  - 3月31日 同日付けで看護学科が正式廃止となる[31]。
- 2014年
  - 1月 平成26年度大学入試センター試験参加短期大学の1校となる[32]。
- 2015年
  - 1月 平成27年度大学入試センター試験参加短期大学の1校となる[33]。
  - 4月1日 この年度で学生募集を最終とする[注釈 2]
- 2018年
  - 3月 実質上の廃止となる[34]。
  - 9月26日 - 左記をもって正式に廃止となる[注釈 3]。

## 基礎データ

### 所在地
- 北海道名寄市西2条北8丁目1[注釈 1]

### 象徴
- 右記資料にあり[37]。

## 教育および研究

### 組織

#### 学科
- 児童学科 入学定員50名[注 18]

##### 学科の変遷
- 家政科→生活科学科
  - 家政専攻→生活科学専攻[注釈 6]
  - 栄養専攻[注釈 6]
  - 児童専攻→児童学科
- 看護学科[注釈 6]

#### 専攻科
- なし

#### 別科
- なし

##### 取得資格について
資格
- 保育士 児童学科（旧・生活科学科児童専攻）に設けられていた[注 19]
- 栄養士 かつて設置されていた生活科学科栄養専攻にて設けられていた[37]。

受験資格
- 看護師 過去にあった看護学科にて設置されていた[37]。

教職課程
- 幼稚園教諭二種免許状が児童学科にて設置されていた[注 20]
- 中学校教諭二種免許状（家庭）：生活科学科生活科学専攻にて設けられていた[注 21]

#### 附属機関
- 地域交流センター
- 道北地域研究所[42]
- 国際交流センター

### 研究
- 『名寄女子短期大学紀要』[43]
- 『名寄女子短期大学学術研究報告』[44]
- 『市立名寄短期大学紀要』[45]
- 佐藤信, 市立名寄短期大学/著『学校給食におけるBSE問題と地元産食材料使用に関する実証的研究』[46]

## 学生生活

### 部活動・クラブ活動・サークル活動
- 名寄市立大学短期大学部のクラブ活動[注 22]
  - 体育系：バレーボール・バスケットボール・テニス・スキー・バドミントン・アウトドア・縄跳び・卓球ほか
  - 文化系：演劇・人形劇・写真・食生活・手話・絵本紙芝居・パソコン・茶道ほか

### 学園祭
- 名寄市立大学短期大学部の学園祭は、例年10月に行われていた[37]。

## 大学関係者と組織

### 大学関係者組織
- 名寄市立大学短期大学部には、旧来の名寄女子短期大学・名寄市立大学短期大学部を含めて同窓会組織がある。初めての卒業生が輩出された1962年に発足した[37]。

### 大学関係者一覧

#### 大学関係者
- 半澤洵：初代学長
- 高田幸二:2代学長
- 中村幸彦:3代学長
- 鈴木朝英:4代学長
- 美土路達雄:6代学長
- 小関隆祺:7代学長
- 牧野幹男:8代学長
- 七戸長生:9代学長
- 松岡義和:10代学長
- 久保田宏：11代学長
- 青木紀：12代学長

#### 著名な元教員
- 浅井淑子
- 藤岡信勝

#### 著名な出身者
- 星澤幸子 - 料理研究家、料理キャスター
- 千佐真里奈 - ミュージシャン

## 施設

### キャンパス[37]
- 交通アクセス：最寄りの駅はJR宗谷本線名寄駅。そこから市内循環バスを利用するのが便利。駅から、徒歩利用すると概ね25分程度はかかる道程となっていた。
- 設備：短期大学の校舎は、本館、新館、恵陵館の3つとなっていた。東側に本館、市道を隔てた西側に新館と恵陵館が建て並んでいた。

### 寮
- 名寄市立大学短期大学部の寮は、ギリシア語で「理想郷」を意味する「アルカディア」と呼ばれていた[37]。

## 対外関係

### 系列校
- 名寄市立大学

## 卒業後の進路について

### 編入学・進学実績
- これまでの実績として北海道教育大学などがある。